# マイ・ラヴ (ペトゥラ・クラークの曲)
「マイ・ラヴ」（英語: My love）は、ペトゥラ・クラークが1965年に発表した楽曲。翌1966年に全米チャート1位を獲得した。「恋のダウンタウン」の作者トニー・ハッチの作品。イギリスでも最高位4位を記録した。

## 解説
1965年すでに「恋のダウンタウン」が全米第1位を記録していたペトゥラ・クラークの2曲目のナンバー・ワン・ソング（2週連続）で、2曲のビルボードチャート1位獲得はイギリス出身の女性歌手としては最初である。
また、クラークが初めてアメリカで録音した作品でもあった。後日談ではクラーク自身はこの作品をハル・ブレインらが参加したスタジオ・ミュージシャン集団レッキング・クルーをバックに録音したものの気に入らず、同時に録音された他の2曲のどちらかのシングル化を希望していた。
1964年-1969年の間に19曲をアメリカでチャート・インさせたこの時期のクラークの活躍は素晴らしくビートルズをはじめとするブリティッシュ・インヴェイジョンの効果ともいえる。作者のトニー・ハッチも徐々にソング・ライターとしての名声をアメリカでも高めていた。ペトゥラ自身が歌うフランス語版「Mon amour」（モナムール）・イタリア語版「L'amore è il vento」（愛は風）・ドイツ語版「Verzeih' die dummen Tränen」（愚かな涙を許してください）も各地でヒットした。1970年にはカントリーのソニー・ジェームス盤がカントリー・チャートで第1位を記録している。

## カバー
- ジョン・デビッドソン（英語版）(1966）
- ソニー・ジェームス（英語版）(1970）

## エピソード
イントロのメロディは松田聖子「風立ちぬ」のB面曲「Romance」の間奏に引用された。